# Dichagyris eremopsis
Dichagyris eremopsis är en fjärilsart som beskrevs av Charles Boursin 1948. Dichagyris eremopsis ingår i släktet Dichagyris och familjen nattflyn. Inga underarter finns listade i Catalogue of Life.